# الحوية (الطائف)
الحوية؛ هي منطقة تابعة لمحافظة الطائف التابعة لإمارة منطقة مكة المكرمة وتبعد عن الطائف 20 كلم وهي قديماً ضاحية صغيرة. و هي من ديار الخماميش من قبيلة عدوان القيسية المضرية النزارية  وحالياً توسعت وأصبحت تضم أكثر من 15 حيا سكنيا وتقدر مساحتها بـ80 كم²، ويسكنها كثير من طبقات المجتمع السعودي المختلفة. تعد الحوية الآن منطقة حيوية ناشئة تضم العديد من المرافق الحكومية. وتسمى حاليا بشمال محافظة الطائف.

## التاريخ

### السكان الأصليين
ضاحية و قرى الحوية بالأصل هي من منازل و ديار الخماميش من قبيلة عدوان القيسية المضرية النزارية العدنانية  وكانت تعد الحوية ضاحية صغيرة، إلى أن توسعت عمرانيا وأصبحت تقريبا ملاصقة لمدينة الطائف.

### مصيف الملك عبدالعزيز
يقول المؤرخ خير الدين الزركلي عن تفضيل الملك عبدالعزيز الإقامة في الحوية للتنزه و الصيد في فصل الصيف:
| الحوية (الطائف) | كان الملك عبدالعزيز يفضل الابتعاد عن الرياض، في الصيف، لشدة حرها، ولا يطيق حر مكة أو رطوبة جدة، لأن مكة أصبح حرها لا يطاق. وهو لا يحب الطائف، لأن هواءها لا يروق له ، وسبب عدم ارتياحه لهواء الطائف، على الرغم من اعتداله صيفاً، أن ارتفاع البلدة فوق مستوى سطح البحر يؤثر فيه، خاصة وأنه لم يألف الحياة في قمم الجبال ، وقد ألِف الاصطياف، بعد ذلك، في الحوية، على مقربة من الطائف. ويُلاحظ أن مناخ الطائف شديد الجفاف، والحَوية ألطف جواً منها ، وكان يذهب كذلك إلى سهل (ركبة) بجوار الطائف للصيد والقنص. وإلى عشيرة وسامودة، قرب الطائف | الحوية (الطائف) |

## معركة الحوية عام 1924/1343هـ
مع اندلاع الحرب النجدية الحجازية عام 1924م/1343هـ أصدر سلطان نجد عبدالعزيز آل سعود أوامره بتشكيل قوة نجدية من حركة إخوان من أطاع الله قوامها ثلاثة آلاف مقاتل، وجعل مركز قيادتها وتشكيلها (مدينة تربة). وكانت القوة بقيادة الأمير سلطان الدين بن بجاد بن حميد العتيبي، و الشريف خالد بن منصور بن لؤي الهاشمي ، خرج القائدان بهذه القوة، ولم يعلم أحد وجهتها، سواء من الأشراف أو غيرهم من أهل الحجاز، حتى دخلت قرية (الحَوِيَّة)، في مساء غرة صفر 1343هـ. وعندما علمت حكومة مملكة الحجاز بأمر الحملة النجدية، بدأت تستعد عسكريا لها. فأصدر وزير حربية مملكة الحجاز صبري باشا العزاوي، أوامره إلى سرايا الدفاع بالجيش الملكي الحجازي النظامي بصد هجوم قوات الإخوان النجديين الغزاة القادمين من الحَوِيَّة ، فخرجت قوة حجازية مسلحة نظامية، قوامها ثلاثمائة وثمانون ضابطاً وفرداً، مسلحين بالمدافع والرشاشات، لمواجهة الهجوم النجدي ، التقى الجيشان النجدي و الحجازي في الحَوِيَّة، على أرض صحراوية خالية من السّكان والمزارع. واستغرقت المعركة عدة ساعات، انتهت بانتصار قوات الإخوان النجدية على القوات الملكية الحجازية المسلحة النظامية ، وتقهقر الجيش الحجازي إلى الجبل المعروف ب(ريع التمار)، بعد أن سقط منهم عدد كبير من القتلى والجرحى. وظلوا محتمين بذلك الجبل ثلاثة أيام يقاتلون الإخوان حتى أعلنوا الاستسلام.

## المعالم
- قصر الملك سعود بن عبد العزيز آل سعود الذي ضمت مبانيه إلى جامعة الطائف.
- قصر الملك عبد الله بن عبد العزيز آل سعود
- قصر الأمير محمد بن عبد العزيز آل سعود
- قصر الأمير بدر بن عبد العزيز آل سعود
- قاعدة الملك فهد الجوية
- كلية الملك عبد الله للدفاع الجوي
- جامعة الطائف
- مطار الطائف الإقليمي
- مدينة الملك فهد الرياضية
- متنزه الملك فيصل بن عبد العزيز آل سعود
- ميدان الملك خالد للفروسية
- فندق إنتركونتيننتال
- مستشفى الملك سلمان بالحرس الوطني.
- إسكان لواء الخليفة عمر ابن الخطاب رضي الله عنه في الحرس الوطني السعودي
- سوق عكاظ التاريخي